# Guo Jingjing
Guo Jingjing (Baoding, 15 oktober 1981) is een Chinees schoonspringster.
Ze won gouden medailles op de Olympische Zomerspelen van 2004 en 2008 op de 3-meterplank.

## Internationale toernooien
| Jaar | Olympische Spelen                                          | WK schoonspringen                                         | Aziatische Spelen                                         |
| ---- | ---------------------------------------------------------- | --------------------------------------------------------- | --------------------------------------------------------- |
| 1996 | 5e 10-meterplank                                           |                                                           |                                                           |
| 1998 |                                                            | 3-meterplank                                              | 3-meterplank                                              |
| 2000 | 3-meterplank · 3-meterplank synchro · Samen met Fu Mingxia |                                                           |                                                           |
| 2001 |                                                            | 3-meterplank · 3-meterplank synchro · Samen met Wu Minxia |                                                           |
| 2002 |                                                            |                                                           | 3-meterplank · 3-meterplank synchro · Samen met Wu Minxia |
| 2003 |                                                            | 3-meterplank · 3-meterplank synchro · Samen met Wu Minxia |                                                           |
| 2004 | 3-meterplank · 3-meterplank synchro · Samen met Wu Minxia  |                                                           |                                                           |
| 2005 |                                                            | 3-meterplank · 3-meterplank synchro · Samen met Li Ting   |                                                           |
| 2006 |                                                            |                                                           | 3-meterplank synchro · Samen met Li Ting                  |
| 2007 |                                                            | 3-meterplank · 3-meterplank synchro · Samen met Wu Minxia |                                                           |
| 2008 | 3-meterplank · 3-meterplank synchro · Samen met Wu Minxia  |                                                           |                                                           |
| 2009 |                                                            | 3-meterplank · 3-meterplank synchro · Samen met Wu Minxia |                                                           |